# Слотки, Анна
А́нна Р. Сло́тки (англ. Anna R. Slotky; 30 июня 1981,Баффало-Гров, Иллинойс, США) — американская актриса и адвокат.

## Биография
Анна Р. Слотки родилась 30 июня 1981 года в Баффало-Грове (штат Иллинойс, США). Анна окончила «Occidental College» и «UC Davis School of Law».
В 1990—2000 года Анна сыграла в 8-ми фильмах и телесериалах и прославилась с ролью Брук МакКаллистер в фильмах «Один дома» (1990) и «Один дома 2» (1992). В 2000 году после окончания кинокарьеры Слотки начала карьеру адвоката.
С 30 апреля 2011 года Анна замужем за аниматором Джеймсом Рейтано. У супругов есть сын (род.14.02.2012).